# Giganto
Giganto (/dʒaɪɡæntoʊ/) es el nombre de un monstruo ficticio que aparecen en los cómics estadounidenses publicados por Marvel Comics. Giganto se ha visto en dos instancias separadas en el Universo Marvel.

## Historial de publicaciones
La versión Deviant Mutada de Giganto se vio por primera vez en Fantastic Four #1 y fue creada por Stan Lee y Jack Kirby.

## Biografías de personajes ficticios

### Giganto (Deviant Mutado)
El primer Giganto visto fue una de las mutaciones creadas por los científicos Deviant para servir como parte de la fuerza de invasión de Kro cuando se reunieron en Isla Monstruo. Después de que Monster Hunters obligara a Kro a abandonar Isla Monstruo, Giganto y los otros Mutados Deviant encontraron un nuevo maestro conocido como Mole Man y los Mutados Deviant viven con él en Subterránea.
El Hombre Topo desató a Giganto en el mundo de la superficie para atacar y destruir plantas químicas en la Unión de Repúblicas Socialistas Soviéticas, Australia, América del Sur y África francesa. Trajo la atención a los Cuatro Fantásticos que se dirigieron a Isla Monstruo. El Hombre Topo desató a Giganto sobre ellos hasta que fue retenido por los ataques de la Antorcha Humana.
Un Giganto con una apariencia de lagarto siguió a los Cuatro Fantásticos de regreso a Nueva York donde luchó contra ellos. Después de que fue arrojado al mar, ese Giganto hizo un túnel subterráneo y escapó.
Cuando los X-Men estuvieron en el reino del Hombre Topo, el Hombre Topo desató a Giganto sobre ellos. Giganto era demasiado para los X-Men incluso cuando Mole Man enviaba más mutaciones para combatirlos. Fueron sometidos en la cueva del eco de Hombre Topo.
Cuando Hombre Topo descubrió que el millonario Alden Maas había destruido parte de su reino subterráneo al llegar al núcleo de la Tierra, Hombre Topo liberó a Giganto en las instalaciones de Maas mientras se unía a Antorcha Humana y la Mole para luchar contra Maas. Alden Maas murió antes de llegar, lo que negó la venganza de Hombre Topo.
Cuando creyó que los Vengadores eran los responsables de destruir parte de su reino, desató a Giganto y otras mutantes para atacar a Los Ángeles. Iron Man interceptó a Giganto y lo arrojó al mar mientras él y U.S. Agent intentaban decidir qué hacer con él. Cuando Giganto se mudó nuevamente, el U.S. Agent intentó cegarlo con los quemadores de poscombustión en su skycycle solo para que Giganto lo golpeara y el agente estadounidense se separó de su vehículo. Hombre Maravilla convenció a Hombre Topo de que los Vengadores no eran responsables y sopló su silbato de monstruo para recordar a sus monstruos.
Un Skrull llamado De'Lila estaba lavando el cerebro de Giganto y el resto del monstruo del Hombre Topo. Giganto fue enviado como una distracción mientras buscaba la Tecnodrone Inorgánica perdida. Giganto fue utilizado por Hombres Topo para capturar los Skrulls que también estaban buscando la Tecnodrone inorgánica. Giganto terminó peleando contra los "nuevos" Cuatro Fantásticos (Spider-Man, Wolverine, Hulk y Ghost Rider). Intentó aplastar a Hulk antes de que fuera apuñalado por Wolverine. El Tecnodrone inorgánico fue encontrado finalmente por el compañero de Giganto que había puesto en el platillo volador que lo contenía pensando que era un nido. Aunque Hombre Topo y De'Lila trataron de reclamar el Tecnodrone inorgánico por sí mismos antes de que pudiera terminar impreso por alguien, terminó por aceptar al compañero de Giganto que se había impreso en él y lo aceptó como si fuera su propio hijo.
Hombre Topo, Giganto y Tricephalous fueron conjurados por Aron el Vigilante Renegado para oponerse a los aliados de los Cuatro Fantásticos que han venido para evitar que cree un universo de bolsillo. Giganto luchó contra la Mole que lo enterró en un deslizamiento de tierra.
Hombre Topo reunió a Giganto y otros monstruos para invadir la superficie solo para que se abandonara cuando se descubrió que los Cuatro Fantásticos estaban vivos.
Durante sus trabajos para el reality show "Las Nuevas Labores de Hércules", Hércules fue enviado a capturar a Giganto como una nueva imagen de su trabajo para capturar a las yeguas devoradoras del rey Diomedes. Hércules usó una enorme cadena para atrapar a Giganto y luego la lanzó contra los hermanos de Giganto. El Hombre Topo envió algunos moloides para atacar a Hércules, quien los atacó haciendo girar a Giganto hacia ellos.
Los Moloides luego emplearon a Giganto para ayudarlos a encontrar al Hombre Topo. Para hacer eso, capturaron a personas vestidas de Santa Claus cuando malinterpretaron las últimas palabras de Hombre Topo como "Santa".
Junto al castillo de Frankenstein, Morbius el Vampiro Viviente y otros monstruos, Giganto ayudó a repeler un ataque de un escuadrón de cazadores de monstruos japoneses que intentaban exterminar a todos los monstruos de la Tierra.

### Giganto (bestias atlantes)
El segundo Giganto visto fue una raza de bestias Altantes que se parecen a las ballenas con brazos y piernas. Sus orígenes son desconocidos, pero se dice que fueron diseñados genéticamente por los Deviants. Duermen en el fondo del océano hasta que son despertados / invocados por quien sopla el Cuerno de Proteus.
En el siglo XIX, un Giganto se encontró con el Pequod y su tripulación liderados por el Capitán Ahab (que era Ulysses Bloodstone). Esto inspiró la leyenda de Moby-Dick.
Cuando el Príncipe Namor creyó que el mundo de la superficie estaba destruyendo la Atlántida, sopló el Cuerno de Proteo para despertar a un Giganto y lo desató en el mundo de la superficie. El Míster Fantástico de los Cuatro Fantásticos trató de frenarlo con una cortina de humo emitida por el Fantasticar, pero se vio obligado a retirarse cuando la Antorcha Humana intentó ayudar y acabó con la llama apagada por el ataque de Giganto. Para destruir a Giganto, Mole ató una bomba a su espalda y caminó hacia la boca del monstruo y plantó la bomba allí. Luchó contra un monstruo que Giganto había tragado muchos años antes, y salió a tiempo, aunque fue noqueado. Giganto fue asesinado por la explosión. Su cadáver fue llevado por un vórtice creado por la Antorcha Humana.
Más tarde, el Doctor Doom hizo que uno de sus sirvientes robara el cuerno de Proteus para despertar a un Giganto más grande y una serie de monstruos marinos para atacar una ciudad de Nueva Inglaterra. Los Cuatro Fantásticos y los Vengadores no pudieron detenerlos, pero Reed Richards y Iron Man lograron conectar un generador sónico que causaba que los monstruos marinos regresaran al mar.
Más tarde, Namor convocó a Giganto y otros monstruos marinos para oponerse al Doctor Doom (que había acumulado el poder combinado del Cubo Cósmico, Galactus y algunos otros objetos / seres diversos) y no fueron suficientes para derrotar al Doctor Doom.
Namor y los Cuatro Fantásticos lucharon contra Giganto cuando el Capitán Barracuda se robó el Cuerno de Proteo.
En un plan para ayudar a la Antorcha Humana y Anne Raymond, Namor se disfrazó como el Pensador Loco y desató una versión robot de Giganto. El robot fue quemado por la Antorcha Humana.
Como un plan para arruinar a Namor, Llyra y Llyron usaron el Cuerno de Proteus para despertar a Giganto y lo enviaron a atacar el Edificio de la ONU. Namor no pudo derrotarlo y Llyron se mostró heroica cuando Giganto regresó al mar.
Chica Ardilla logró pelear y vencer a Giganto en una ocasión.
La llegada cercana de la Bestia del Apocalipsis causó que Giganto y otros monstruos se desbocaran en Tokio. Los Cuatro Fantásticos y Iron Man lucharon contra ellos. Antorcha Humana y la Mole tomaron el control de un robot llamado Oteksuken y lo usó para derrotar a Giganto y Eerok. Cuando los Cuatro Fantásticos consideraron al monstruo marino Grogg que lucharán contra la Bestia del Apocalipsis, Grogg sacó a los monstruos marinos de Tokio.
Namor envió a Giganto y otros monstruos marinos a una isla inexplorada para asegurarse de que nadie interfiera con la luna de miel de Ororo Munroe y T'Challa.
En la historia Hijo Caído: La Muerte del Capitán América, Tiburón Tigre utilizó el Cuerno de Proteus para convocar a Giganto y otros monstruos marinos para atacar la ciudad. Los Poderosos Vengadores lo combatió y Namor devolvió a Giganto al mar.
Un Giganto fue encontrado en un naufragio cerca del Océano Atlántico por Mantarraya y un equipo de rescate. Enfurecido por este disturbio, atacó a Mantarraya que intentó derrotarlo con algunas granadas. Giganto luego se tragó a  Mantarraya y aparentemente se atragantó con él. Mantarraya logró sobrevivir.

## Poderes y habilidades
La versión de Decape Mutado de Giganto tiene fuerza y resistencia sobrehumanas y la capacidad de cavar bajo tierra y mantener la respiración bajo el agua.
La versión de la Bestia Atlante de Giganto tiene una fuerza sobrehumana y resistencia a las lesiones, puede adaptarse tanto bajo el agua como en la superficie y disparar el agua desde su orificio.

## Otras versiones
En la historia de "House of M", la versión mutada de De Giant de Giganto fue asesinada por los Cuatro Terribles del Doctor Doom junto a Hombre Topo. 
En JLA / Avengers, la versión mutante Deviant de Giganto estaba entre los monstruos que luchan contra la Liga de la Justicia en su búsqueda del Nulificador Supremo.
Una versión de Marvel 1602 del Atlante Giganto aparece en 1602: Fantastick Four # 3, protegiendo las costas de la isla de Belasyum. Benjamin Grimm llama a la bestia Leviatán.
Una versión de Marvel 2099 del Atlante Giganto aparece en Spider-Man 2099 # 42-43, controlado por Roman, el Sub-Marinero 2099. Roman, un "mutado" genéticamente diseñado creado como parte del Nuevo Proyecto Atlantis de Alchemax, envió a Giganto a atacar el mundo de la superficie cuando Alchemax intentó eliminar a las mutaciones rebeldes. Spider-Man 2099 obtuvo el control del cuerno de Proteus y lo usó para devolver a Giganto.

## En otros medios

### Televisión
- En el episodio de los Cuatro Fantásticos de 1967 "Demon in the Deep", el villano Gamma Ray creó a Giganto de una ballena y lo desató en la ciudad. Los Cuatro Fantásticos lo derrotaron de la misma manera que lo hicieron cuando pelearon la primera vez.
- Ambos Gigantos aparecieron en Fantastic Four: World's Greatest Heroes.
  - La versión de Deviant Mutate apareció por primera vez en el episodio "De-Mole-Ition".
  - La versión de la Bestia Atlante apareció por primera vez en "Imperio Rex" y luego en "Atlantis Attacks".
- La versión de la Bestia Atlante de Giganto aparece en la segunda temporada de Avengers Assemble, episodio "Bajo la Superficie". Fue convocado por la exasesora principal de Attuma, Lady Zartra, a través de la Corona Serpiente para que su grupo pueda usar Giganto para liberar a la Atlántida de la tiranía de Attuma. Durante la lucha mal entendida entre los Vengadores y el grupo de Lady Zartra, Giganto se tragó a Hawkeye hasta que Thor y Hulk hizo un truco que causó que Giganto regurgitara a Hawkeye. Cuando Attuma usa una anguila para reclamar la Corona Serpiente, desata a Giganto en ambos grupos. Usando flechas sónicas especiales, Hawkeye pudo interrumpir el control de la Corona Serpiente sobre Giganto. Después de que Attuma fuera derrotado y los Vengadores reclamaran la Corona Serpiente, Giganto fue liberado de su control mientras abandonaba el área. Giganto se muestra relativamente pacífico, contento con nadar y solo ataca cuando es provocado.

### Película
La encarnación Deviant de Giganto aparecerá en Los Cuatro Fantásticos: primeros pasos (2025).

### Videojuegos
- La encarnación Deviant de Giganto aparece en Fantastic Four (1997).
- La versión Deviant de Giganto aparece en Marvel Heroes.
- La encarnación de la Bestia Atlante de Giganto aparece en Marvel Rivals como parte de la habilidad definitiva de Namor, 'Cuerno de Proteo'.[30]
- La encarnación Deviant de Giganto aparece en Marvel Snap.[31]
- Giganto Jr aparece con Hombre Topo en Marvel Contest of Champions.